# Acingo
Acingo är en ort i Mexiko.   Den ligger i kommunen Copalillo och delstaten Guerrero, i den sydöstra delen av landet, 170 km söder om huvudstaden Mexico City. Acingo ligger 574 meter över havet och antalet invånare är 271.
Terrängen runt Acingo är huvudsakligen kuperad. Acingo ligger nere i en dal. Runt Acingo är det ganska glesbefolkat, med 31 invånare per kvadratkilometer. Närmaste större samhälle är Copalillo, 16,0 km norr om Acingo. I omgivningarna runt Acingo växer huvudsakligen savannskog.